# I Threw It All Away
«I Threw It All Away» es una canción del músico estadounidense Bob Dylan, publicada en el álbum de estudio Nashville Skyline. La canción fue también publicada como primer sencillo del álbum, con «Drifter's Escape» como cara B. El sencillo alcanzó el puesto 85 en la lista estadounidense Billboard Hot 100 y el treinta en la lista británica UK Singles Chart.

## Historia
«I Threw It All Away» fue una de las primeras canciones escritas para Nashville Skyline y una de las dos únicas canciones escritas antes de comenzar las sesiones. Dylan tocó la canción a George Harrison y su mujer Patty Boyd en noviembre de 1968, y Harrison se sintió lo suficientemente impresionado como para aprender la canción por sí mismo. Fue la segunda canción grabada para Nashville Skyline, después de «To Be Alone with You», el 13 de febrero de 1969.
La canción trata sobre alguien que habla sobre un amor perdido por ser cruel y enojado. Varios críticos especularon sobre si existe alguna referencia personal en la canción y acreditaron una posible vinculación con Suze Rotolo, Joan Baez y Edie Sedgwick. A diferencia de muchas canciones de Dylan sobre relaciones fallidas como «Don't Think Twice, It's All Right», «It Ain't Me, Babe» y «One of Us Must Know (Sooner or Later)», Dylan asume la responsabilidad por el fracaso de la relación.

## Versiones en directo
Dylan tocó por primera vez «I Threw It All Away» en el programa de televisión The Johnny Cash Show el 7 de junio de 1969. Además, fue la segunda canción en el concierto de Dylan con The Band en el Festival de la Isla de Wight el 31 de agosto de 1969. Dylan también tocó «I Threw It All Away» en la primavera de 1976 durante la gira Rolling Thunder Revue, y una versión interpretada el 16 de mayo fue incluida en el álbum en directo Hard Rain. Dylan también tocó la canción durante la gira de 1978, pero fue finalmente eliminada de la lista de canciones hasta 1998, cuando la retomó en su gira Never Ending Tour.

## Personal
- Bob Dylan: voz y guitarra
- Kenneth Buttrey: batería
- Charlie Daniels: bajo
- Bob Wilson: órgano

## Posición en listas
| País           | Lista             | Posición |
| -------------- | ----------------- | -------- |
| Estados Unidos | Billboard Hot 100 | 87       |
| Países Bajos   | Dutch Singles     | 17       |
| Reino Unido    | UK Singles Chart  | 30       |